# Karlovo
Karlovo (búlgaro: Карлово) é uma cidade da Bulgária localizada no distrito de Plovdiv.

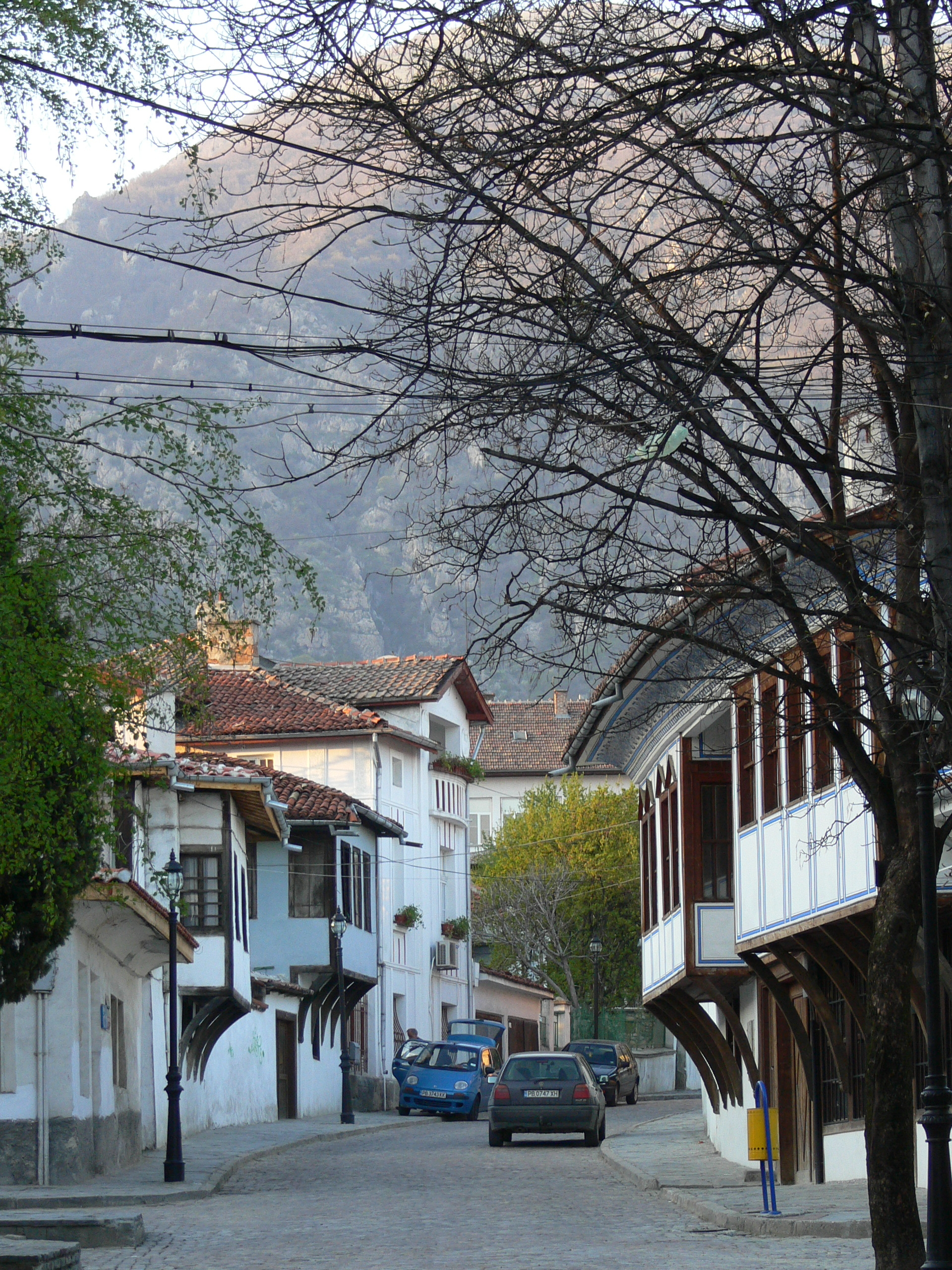
Rua de Karlovo

## População
| Karlovo | Karlovo | Karlovo | Karlovo | Karlovo | Karlovo | Karlovo | Karlovo | Karlovo | Karlovo | Karlovo | Karlovo | Karlovo | Karlovo | Karlovo | Karlovo | Karlovo | Karlovo | Karlovo | Karlovo |
| --- | ------- | ------- | ------- | ------- | ------- | ------- | ------- | ------- | ------- | ------- | ------- | ------- | ------- | ------- | ------- | ------- | ------- | ------- | ------- |
| Ano | 1887    | 1910    | 1934    | 1946    | 1956    | 1965    | 1975    | 1985    | 1992    | 2001    | 2002    | 2003    | 2004    | 2005    | 2006    | 2007    | 2008    | 2009    | 2010    |
| População |         |         |         | 8,903   | 12,663  | 20,295  | 25,515  | 28,302  | 27,291  | 25,494  | 25,538  | 25,498  | 25,184  | 24,959  | 24,787  | 24,613  | 24,412  | 24,316  | 24,132  |
| Fontes: Instituto Nacional de Estatísticas, „citypopulation.de“, „pop-stat.mashke.org“, Bulgarian Academy of Sciences |         |         |         |         |         |         |         |         |         |         |         |         |         |         |         |         |         |         |         |

## Galeria

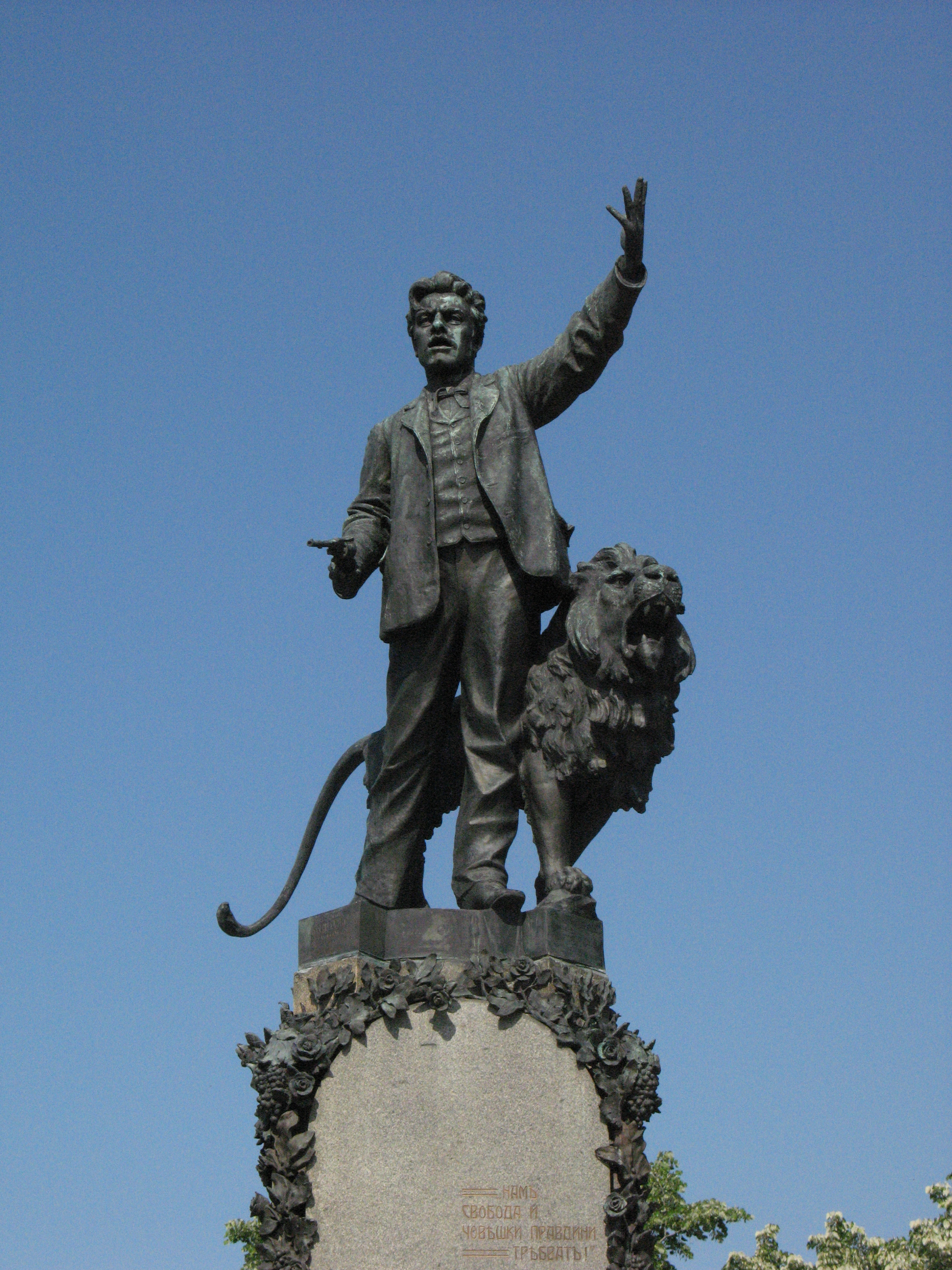
Monumento de Vasil Levski
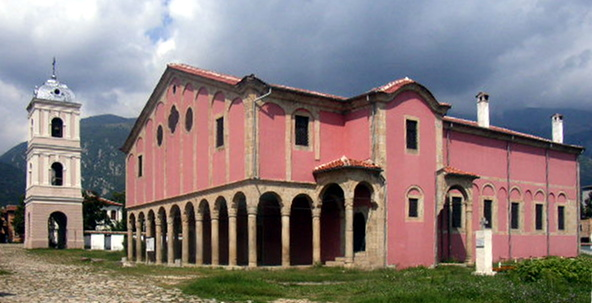
Igreja Ortodoxa São Nikolas
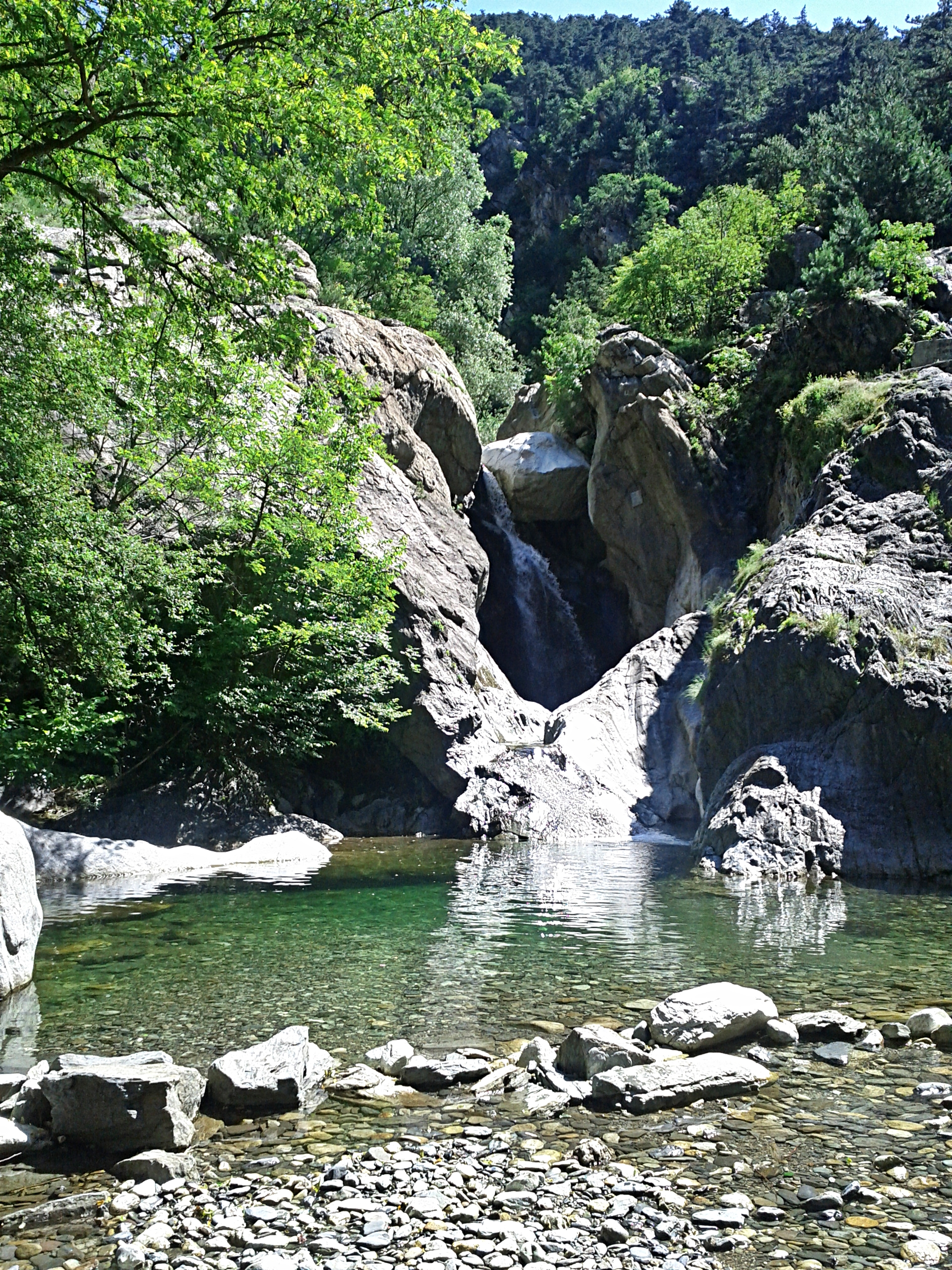
Cascata
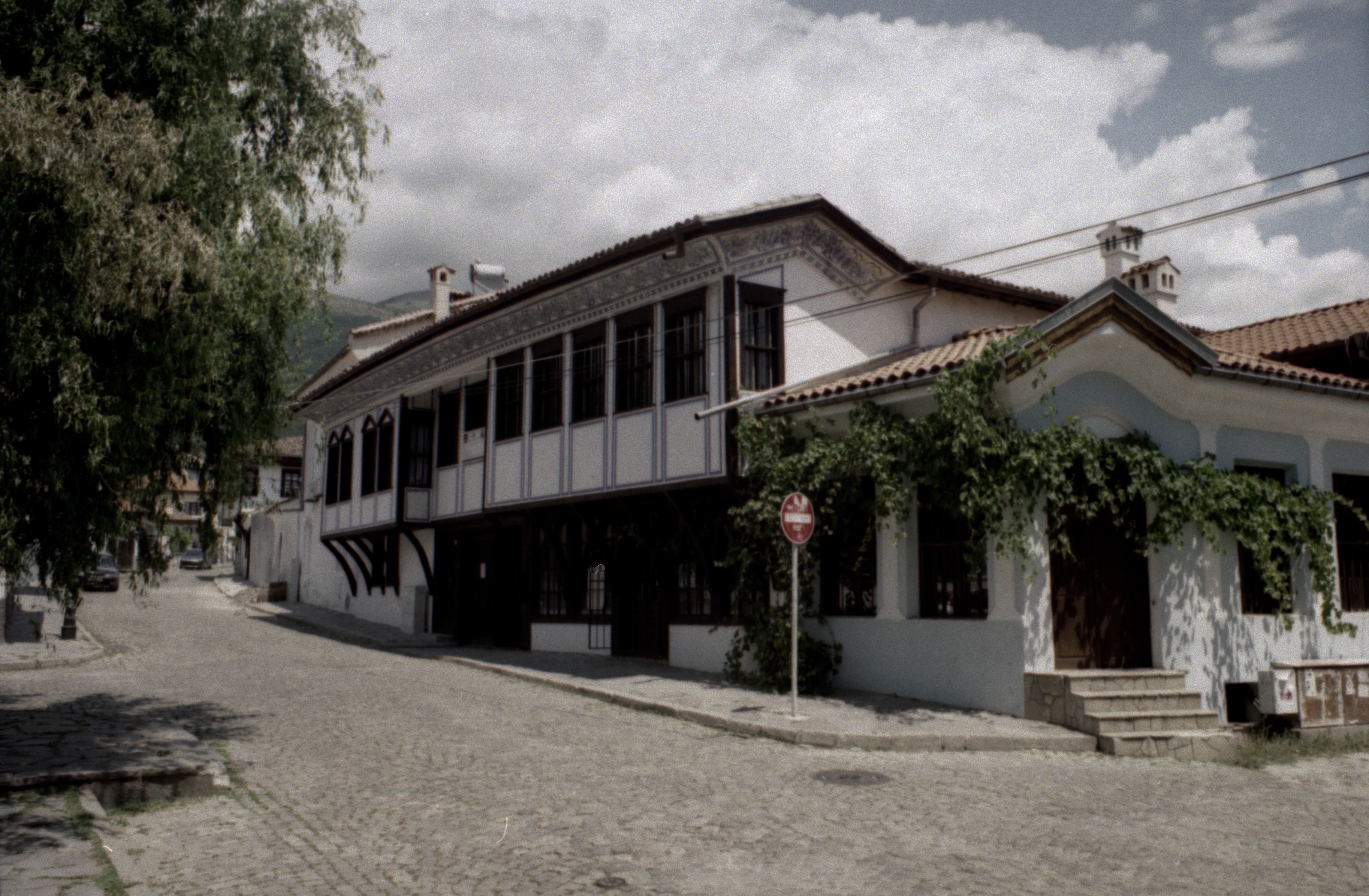